# Huși
Huși  (in ungherese Huszváro) è un municipio della Romania di 26 266 abitanti, ubicato nel distretto di Vaslui, nella regione storica della Moldavia.
Huși venne fondata come colonia dagli ussiti condotti da Jan Hus ai primi del XV secolo.
La città fu il luogo in cui, il 23 luglio 1711, venne firmata la Pace del Prut, un accordo a cui venne costretto Pietro I di Russia dopo la sconfitta subita da parte dell'esercito ottomano nelle immediate vicinanze della città.

## Geografia
Huși si trova nella pianura omonima ad un'altitudine compresa tra i 70 e i 120 m s.l.m., a est/nord-est del capoluogo del distretto Vaslui. La cittadina è attraversata dal torrente Huși ed è circondata da colline coltivate a vigneti.

## Popolazione
Al censimento del 2011 la popolazione di Huși è risultata essere di 26 266 abitanti di cui il 90,95% rumeni. Il 73,91% degli abitanti professa la religione cristiana ortodossa ed il 17,2% quella cattolica.

## Economia
La posizione della località al centro di una zona viticola fa di Huși un importante centro di produzione di vini. La città è sede inoltre di industrie produttrici di macchine utensili e per l'industria alimentare, di industrie conciarie, calzaturiere, alimentari (vino, bevande analcoliche e prodotti da forno), per la lavorazione del legno e per la produzione di materiali da costruzione.

## Amministrazione

### Gemellaggi
- Odessa
- Sîngera
- Cimișlia

## Comunicazioni
Huși è attraversata dalla strada europea E581 che collega Mărășești (Romania) con Odessa (Ucraina) passando per Chișinău (Moldavia). Si trova a 19 km dalla frontiera con la Moldavia.

## Galleria d'immagini

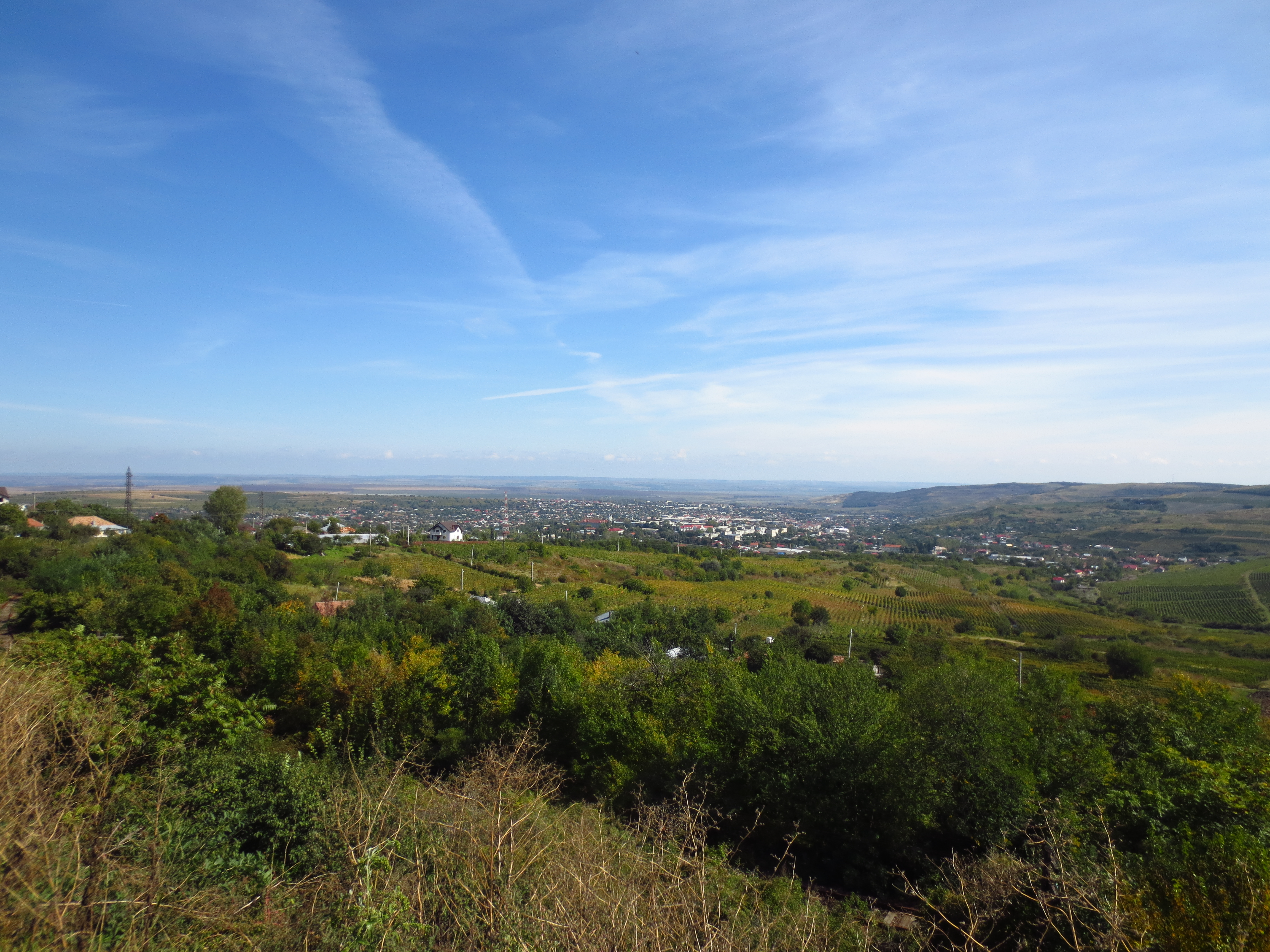
Vista di Huși dalle colline circostanti
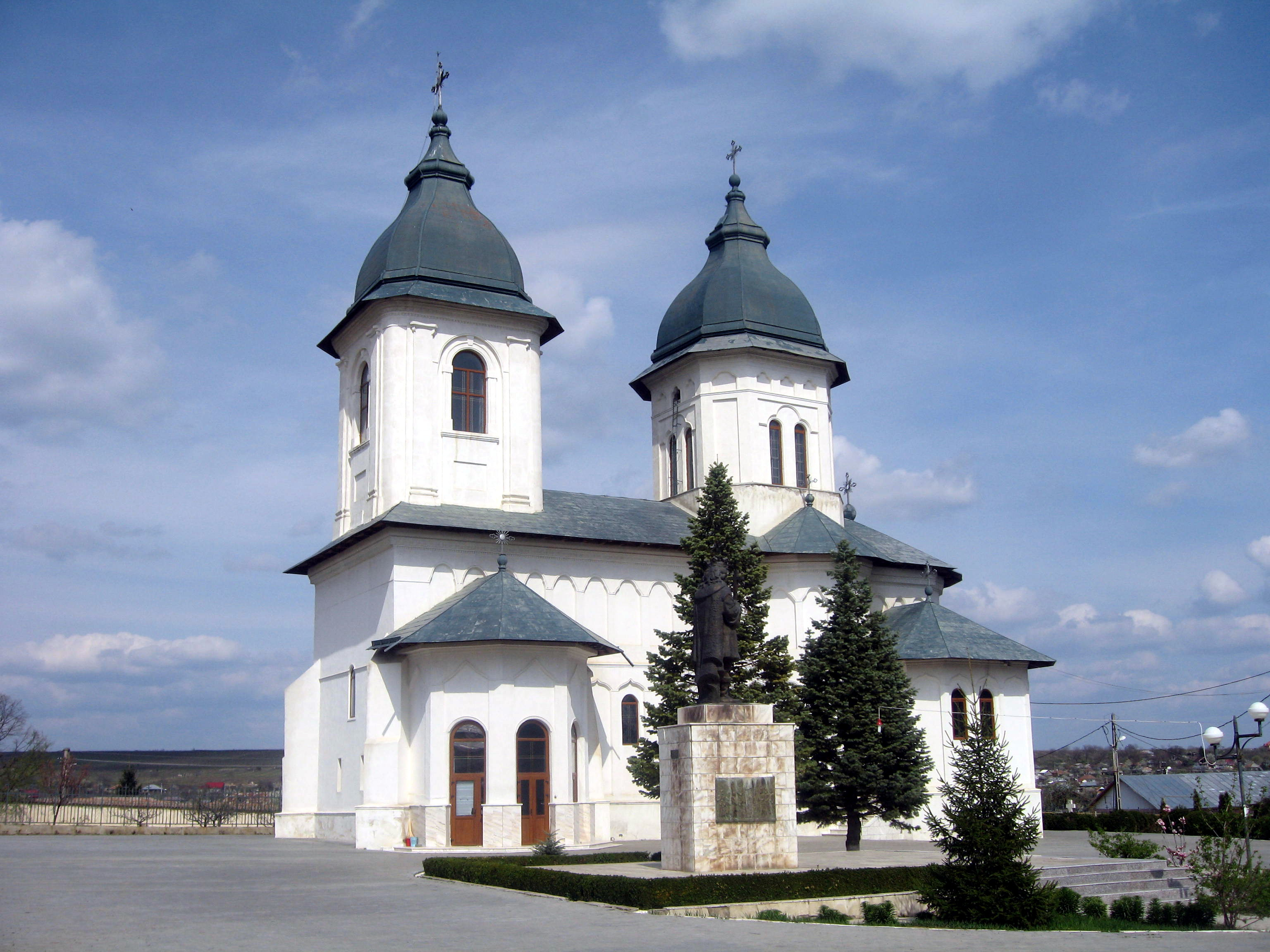
La chiesa episcopale
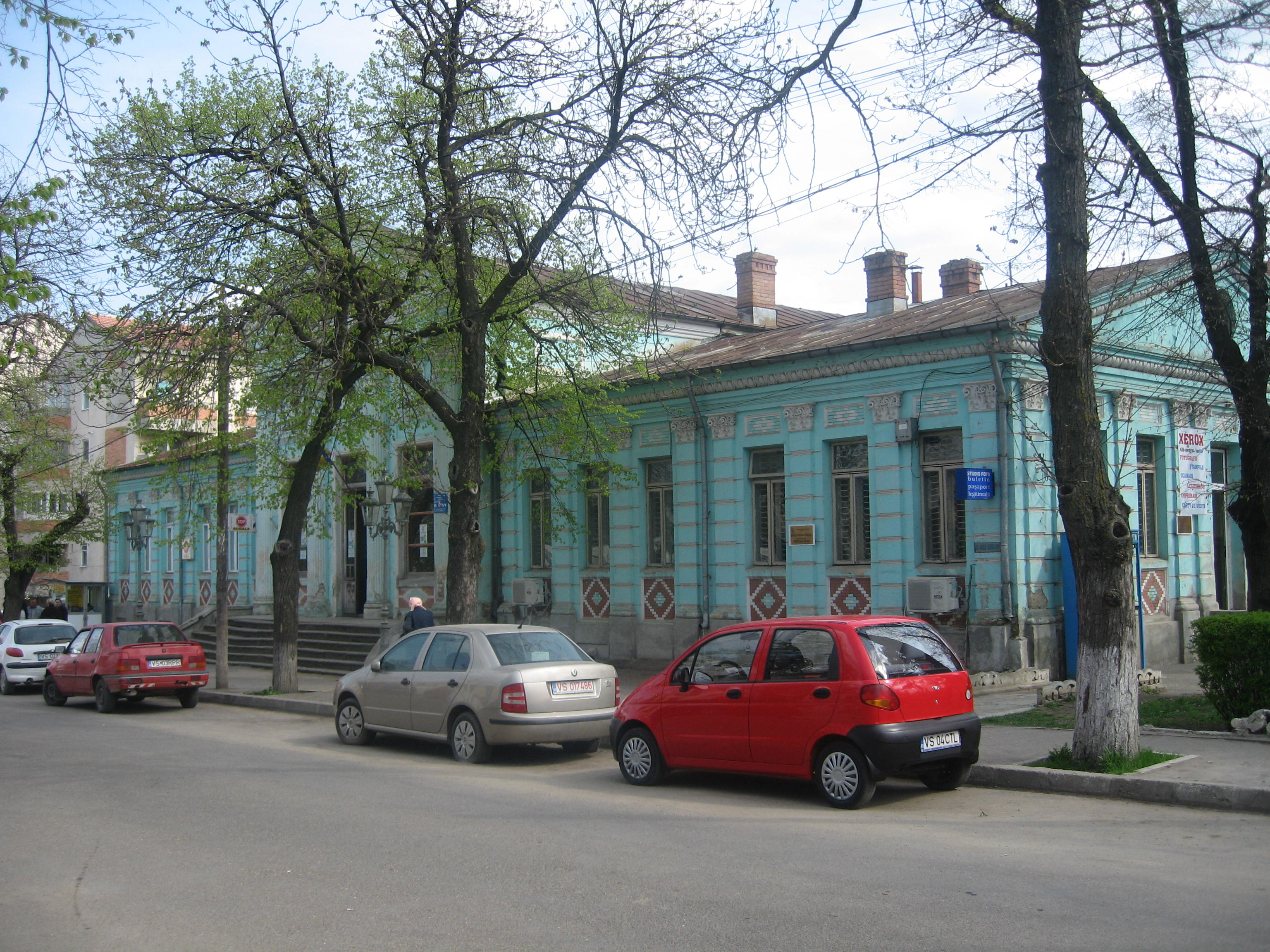
La casa della cultura